# Église d'El Aroussa
L'église d'El Aroussa, située dans la ville d'El Aroussa en Tunisie, est une église catholique construite en 1953 pendant le protectorat français. Cédée au gouvernement tunisien en 1964, elle est actuellement abandonnée.

## Historique de l'église
Le petit village d'El Aroussa dépend de la paroisse de Gaâfour créée en 1908. Malgré sa petite taille, on y compte 182 chrétiens en 1924 et, depuis 1912, on y dit la messe chaque dimanche.
Faute de lieu de culte permanent, les offices sont d'abord célébrés dans une petite pièce jusqu'en 1920. À cette date, la paroisse récupère un petit immeuble appartenant à Mgr Tournier et construit pour desservir la mine de Knana. L'édifice cédé à l'archevêché est transformé en chapelle.
En 1930, un comité est créé pour rassembler des fonds en vue de la construction d'une église. Les 20 000 francs rassemblés ne couvrent que la moitié du devis ; on se contente alors de les utiliser pour améliorer et réparer la petite chapelle. Un nouvel appel aux dons en 1935 permet de récolter 40 000 francs quand il en aurait fallu 100 000. Une nouvelle fois, les fonds sont utilisés pour réparer la chapelle et la doter d'un harmonium.
La troisième souscription est la bonne. Un terrain est acheté et, grâce à l'aide financière de l'archevêché, l'église est achevée en 1953.

## Architecture de l'édifice
Son architecte est Jason Kyriacopoulos. Originaire d'Alexandrie où il est né en 1909, il est devenu architecte en 1938 après avoir été formé à l'École des beaux-arts dans l'atelier Gromort. Installé à Tunis, il devient architecte en chef de la section d'architecture et des bâtiments de l'État, au sein des services d'architecture et d'urbanisme de Tunisie, de 1943 à 1947.
Construit en béton armé, l'architecture du bâtiment rappelle celle des églises de Bizerte et de Sfax construites à la même époque. Là aussi, la technique de la jonction d'éléments en V est utilisée pour la construction des murs faits de voiles minces en béton armé. Mais, contrairement à Bizerte où les trumeaux à section en V sont séparés par des interstices comblés par des vitraux, ceux d'El Aroussa sont juxtaposés.

## Indépendance de la Tunisie
L'indépendance du pays en 1956 provoque le départ de nombreux Européens vers la France et l'Italie. La région est essentiellement agricole et moins touchée que les grandes villes par le départ des fonctionnaires. La nationalisation des terres européennes le 12 mai 1964 change tout. Les colons français comme italiens sont expulsés de leur maison et n'ont d'autre choix que de quitter la région. Le modus vivendi signé entre le gouvernement tunisien et le Vatican le 10 juillet 1964 prend acte de cette disparition de la communauté chrétienne. L'église est cédée au gouvernement tunisien avec l'assurance qu'elle ne sera utilisée qu'à des fins d'intérêt public compatibles avec son ancienne destination. Après avoir abrité une bibliothèque, elle est actuellement abandonnée.

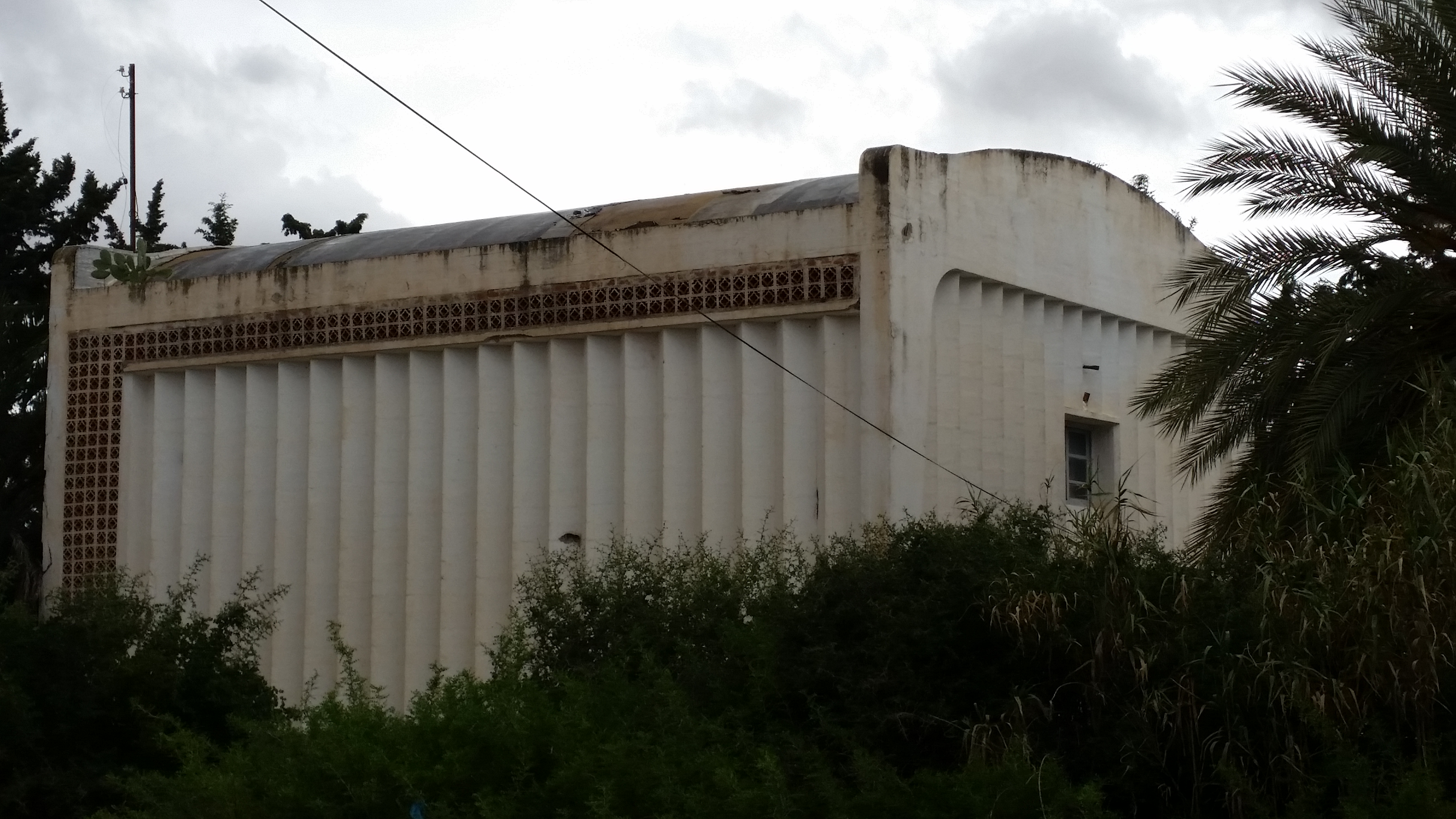
Façade est.
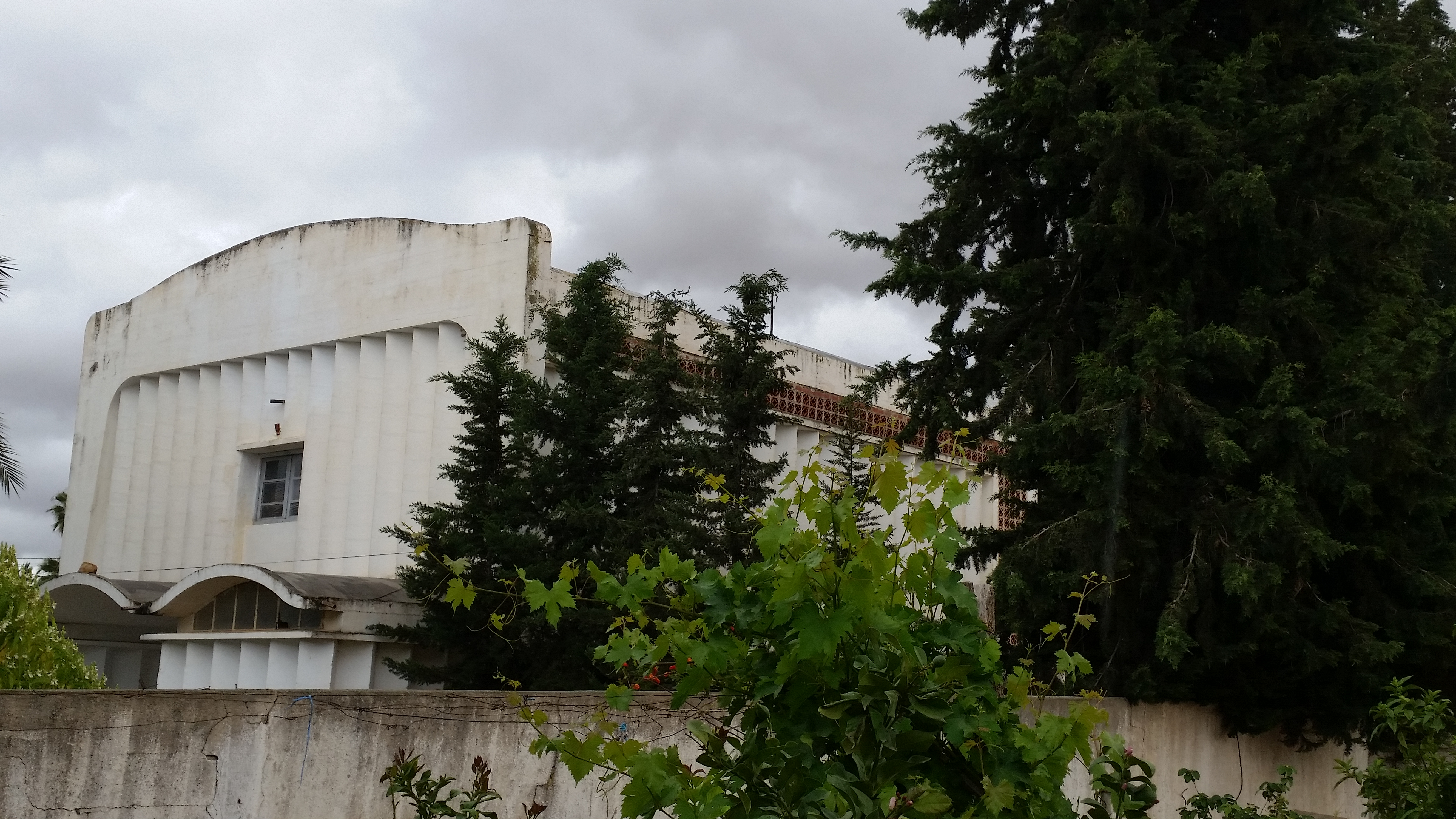
Façade ouest.